# Branden Dawson
Branden Dawson (nascido em 1 de fevereiro de 1993) é um basquetebolista profissional americano jogador que joga para o Sun Rockers Shibuya da B. League japonesa. Nascido em Gary, Indiana, ele cursou seu ensino médio na Lew Wallace High School e jogou basquete universitário para o Michigan State Spartans. Em seu último ano com o Spartans, ele auxiliou sua equipe a chegar às semifinais do Campeonato de Basquetebol Masculino da NCAA - Divisão I de 2015.

## Carreira no ensino médio
Dawson jogou basquete escolar pela Lew Wallace, sob o comando do técnico Renaldo Thomas. Ele teve que ficar de fora a maior parte de sua temporada de calouro, por ser academicamente inelegível. Dawson foi selecionado para o McDonald's All-American Game de 2011 após seu último ano. Em sua última temporada, Dawson ajudou sua equipe a vencer campeonato seccional; marcando um recorde em sua equipe, com 13 pontos, além de 8 rebotes e 6 roubos de bola, auxiliando a sua equipe a vencer a George Rogers Clark Jr./Sr. High School. Nas finais regionais contra a Western, Dawson teve seus melhores jogos em pontuação e rebotes, com 28 e 15, respectivamente, mas sua equipe perdeu por 69-65. Em seu último ano, ele teve uma média de 28,7 pontos, 18,6 rebotes e 5,6 assistências pela Lew Wallace. Dawson foi classificado como um recruta cinco estrelas de acordo com ambos Rivals.com e Scout.com e recebeu uma avaliação de 96, pela ESPN.

## Carreira na universidade
Após interesse de várias escolas, recebendo ofertas da Purdue, Indiana, UCLA, Georgetown e Marquette, entre outras, Dawson se comprometeu verbalmente com a Universidade Estadual de Michigan, em agosto de 2010. Ele marcou 15 pontos e 9 rebotes no seu primeiro jogo para o Spartans, um amistoso contra a Ferris State, no qual o Spartans venceu por 85-57. Dawson marcou 10 pontos em sua estreia oficial para a Michigan State, uma derrota por 67-55 para a North Carolina, no Carrier Classic de 2011. Ele marcou seu recorde na temporada, 16 pontos, em duas ocasiões, contra a Universidade de Missouri–Kansas City e Minnesota. Sua temporada como calouro chegou ao fim após romper seu ligamento cruzado anterior esquerdo, em um jogo contra a Universidade Estadual de Ohio. Ele ainda conseguiu uma média de 8,5 pontos e 4,5 rebotes por jogo.
Dawson marcou um duplo-duplo na abertura de sua segunda temporada, com 15 pontos e 10 rebotes, contra a Connecticut. Em janeiro, a atuação duplo-duplo de Dawson contra Purdue, com 14 pontos e 11 rebotes, foi ofuscada por uma suposta briga física com Travis Carroll; a conferência Big Ten, após rever imagens do incidente, decidiu não disciplinar Dawson. Dawson se envolveu em uma briga com seu companheiro de equipe e colega de quarto Adreian Payne, pouco antes de um jogo fora de casa contra a Penn State; ambos Dawson e Payne não foram autorizados a iniciar o jogo pelo técnico Tom Izzo. Alguns dias após o incidente com o Payne, Dawson teve seu melhor desempenho da temporada, tanto em pontuação como em rebotes, com 18 e 13, respectivamente, ajudando os Spartans a superar a Wisconsin por 49-47. Ele melhorou suas estatísticas para 8,9 pontos e 5,9 rebotes por jogo em sua segunda temporada.
Em janeiro de 2014, Dawson quebrou a mão direita, depois de bater na mesa durante uma sessão de cinema. Ele teve médias de 11,2 pontos, 8,3 rebotes e 1,6 assistências em 28,3 minutos por jogo durante sua terceira temporada. Em sua última temporada, ele foi nomeado para o Segundo Time Geral da Big Ten e para o Time Defensivo Geral da Big Ten. Em 35 jogos em sua última temporada, Dawson teve uma média de 11,9 pontos, 9,1 rebotes e 1,7 assistências por jogo. Ele levou a Michigan State para a "Final Four" (semifinal) em seu último ano, no qual eles perderam para a Duke. "Esta é a razão principal pela qual eu escolhi a Michigan State," Dawson disse. "Era para ser parte dos campeonatos e Final Fours. O que aconteceu nos meus quatro anos aqui significa muito. Eu nunca vou esquecer a Michigan State."
Durante seus quatro anos de carreira na Michigan State, Dawson jogou 130 jogos, começando 121. Ele teve uma média de 26,6 minutos por jogo, com 10,1 pontos, e 6,9 rebotes. Ao longo dos quatro anos, Dawson nunca efetuou arremessos de três pontos. Na época de sua graduação, Dawson foi o líder da Michigan State de todos os tempos em tocos, com 142.

### Estatísticas na universidade
Fonte:
| Ano      | Equipe         | PJ  | PI  | MPJ  | AP   | 3P | LL   | RT  | AS  | BR  | TO  | PPJ  |
| -------- | -------------- | --- | --- | ---- | ---- | -- | ---- | --- | --- | --- | --- | ---- |
| 2011–12  | Michigan State | 31  | 31  | 20,6 | ,577 | –  | ,594 | 4,5 | ,9  | ,9  | ,8  | 8,4  |
| 2012–13  | Michigan State | 36  | 35  | 26,9 | ,531 | –  | ,538 | 5,9 | 1,3 | 1,6 | ,9  | 8,9  |
| 2013–14  | Michigan State | 28  | 23  | 28,3 | ,613 | –  | ,656 | 8,3 | 1,6 | 1,3 | ,9  | 11,2 |
| 2014–15  | Michigan State | 35  | 32  | 30,1 | ,535 | –  | ,490 | 9,1 | 1,7 | 1,2 | 1,7 | 11,9 |
| Carreira | Carreira       | 130 | 121 | 26,6 | ,559 | –  | ,558 | 6,9 | 1,4 | 1,3 | 1,1 | 10,1 |

## Carreira profissional

### Los Angeles Clippers (2015-2016)
Em 25 de junho de 2015, Dawson foi selecionado pelo New Orleans Pelicans como a 56ª escolha geral no Draft da NBA de 2015, sendo negociado com o Los Angeles Clippers por compensações monetárias mais tarde naquela noite. Após o marcar 12,8 pontos e 10,3 rebotes em 25,5 minutos por jogo na NBA Summer League de 2015, ele assinou um contrato de dois anos com o Clippers em 15 de julho. Durante sua temporada de estreia, usando a regra de atribuição flexível, Dawson foi atribuído diversas vezes para o Bakersfield Jam, Grand Rapids Unidade e Erie BayHawks da NBA Development League. Em 28 de dezembro, ele fez sua estreia na NBA, marcando um toco em três minutos de ação contra o Washington Wizards. Em 2 de janeiro de 2016, em uma vitória sobre o Philadelphia 76ers, Dawson marcou seus dois primeiros pontos na NBA em nove minutos de ação. Em 17 de julho de 2016, ele foi dispensado pelo Clippers.

### Erie BayHawks (2016-2017)
Em 8 de setembro de 2016, Dawson assinou com o Orlando Magic, mas foi dispensado no dia 16 de outubro, depois de aparecer em dois jogos da pré-temporada. No dia 29 de outubro, ele foi adquirido pelo Erie BayHawks da NBA Development League como um jogador afiliado do Magic. Em 29 de Março de 2017, Dawson foi dispensado pelo BayHawks.

### Hapoel Tel Aviv (2017–presente)
Em 31 de Março de 2017, Dawson assinou com o Hapoel Tel Aviv, da Ligat HaAl.

## Estatísticas de carreira na NBA

### Temporada Regular
| Ano      | Equipe               | PJ | PI | MPJ | AP   | 3P | LL    | RT | AS | BR | TO | PPJ |
| -------- | -------------------- | -- | -- | --- | ---- | -- | ----- | -- | -- | -- | -- | --- |
| 2015-16  | Los Angeles Clippers | 6  | 0  | 4,8 | ,400 | –  | 1,000 | ,7 | –  | –  | ,2 | ,8  |
| Carreira | Carreira             | 6  | 0  | 4,8 | ,400 | –  | 1,000 | ,7 | –  | –  | ,2 | ,8  |

## Vida pessoal
Dawson nasceu em 1 de fevereiro de 1993, filho de Leon Albritton e Cassandra Dawson. Em 30 de março de 2010, em seu primeiro ano no ensino médio, Dawson se tornou pai de um filho chamado My'Shawn. Dawson recebeu um diploma em sociologia da Universidade Estadual de Michigan.